# Cryptus rudowi
Cryptus rudowi är en stekelart som beskrevs av De Stefani 1886. Cryptus rudowi ingår i släktet Cryptus och familjen brokparasitsteklar. Inga underarter finns listade i Catalogue of Life.